# گلیکاسیون
گلیکاسیون (به فرانسوی: glycation) واکنش غیرآنزیمی قندها با پروتئین‌ها، لیپیدها و نوکلئوتیدها ست.  
گلیکاسیون به‌صورت عادی در بدن اتفاق می‌افتد و به غلظت قندِ موجود در محیط واکنش بستگی دارد. در فرایند گلیکاسیون، مولکول‌های قند به پروتئین‌ها متصل و باعث تغییر شکل و کیفیت پروتئین‌ها می‌شوند. سرانجام ترکیبات جدیدی به نام محصولات نهایی گلیکاسیون تشکیل می‌شوند. گلیکاسیون را نباید با گلیکوزیلاسیون که یک واکنش آنزیمیِ اتصال قند به پروتئین است اشتباه گرفته شود.

### دگرنام‌ها
- گلیکیشن
- گلایکیشن
- گلیکوزه شدن
- قنددار شدن[۲]

## پیری پوست
گلیکاسیون توسط قندهایی مانند گلوکز و فروکتوز کلید می‌خورد. قند اضافی در الیاف پوست منجر به اتصال مولکول‌های قند به پروتئین‌هایی کلاژن و الاستین می‌شود که برای استحکام و انعطاف‌پذیری پوست ضروری هستند. هنگامی که این پروتئین‌ها با قند اشباع می‌شوند، بدن با التهاب واکنش نشان می‌دهد. در نتیجه نشانه‌های پیری پوست مانند خشکی، زبری، چین و چروک، سختی (کاهش خاصیت ارتجاعی)، کاهش ترمیم‌پذیری، لکه‌های تیره، تیرگی کلی، نازکی و ترک احساس و مشاهده می‌شوند.

## عوامل
مهم‌ترین عوامل تشدید گلیکاسیون عبارتند از:==
- افزایش سن
- بیماریهای متابولیک مانند دیابت
- افزایش بیش از حد قند خون ناشی از خوراکی‌های با شاخص یا بار گلیسمی بالا
- رادیکال‌های آزاد
- پرتو فرا بنفش آفتاب
- استعمال دخانیات
- آلودگی هوا
- اضطراب ناشی از مشکلات ذهنی، تنش احساسی، ورزش بیش از حد، کم خوابی و بدخوابی
- ترشح زیاد کورتیزول یا مصرف کورتون
- غذاهای شیرین، نوشابه، نوشیدنی‌های انرژی زا، نان سفید، چیپس و غلات شیرین شده
- غذاهایی که در دمای بالا کبابی، سرخ‌شده یا برشته می‌شوند.
- اسید چرب امگا ۶
- خوردن چربی‌های ترانس یا هیدروژنه یا هله هوله پرچرب مانند قهوه، بیسکوییت‌ها، شیرینی‌ها، پیتزا، پف فیل و پفک